# Hamburg-Ohlsdorf
Ohlsdorf ist ein Stadtteil im Bezirk Hamburg-Nord der Freien und Hansestadt Hamburg.

## Geografie

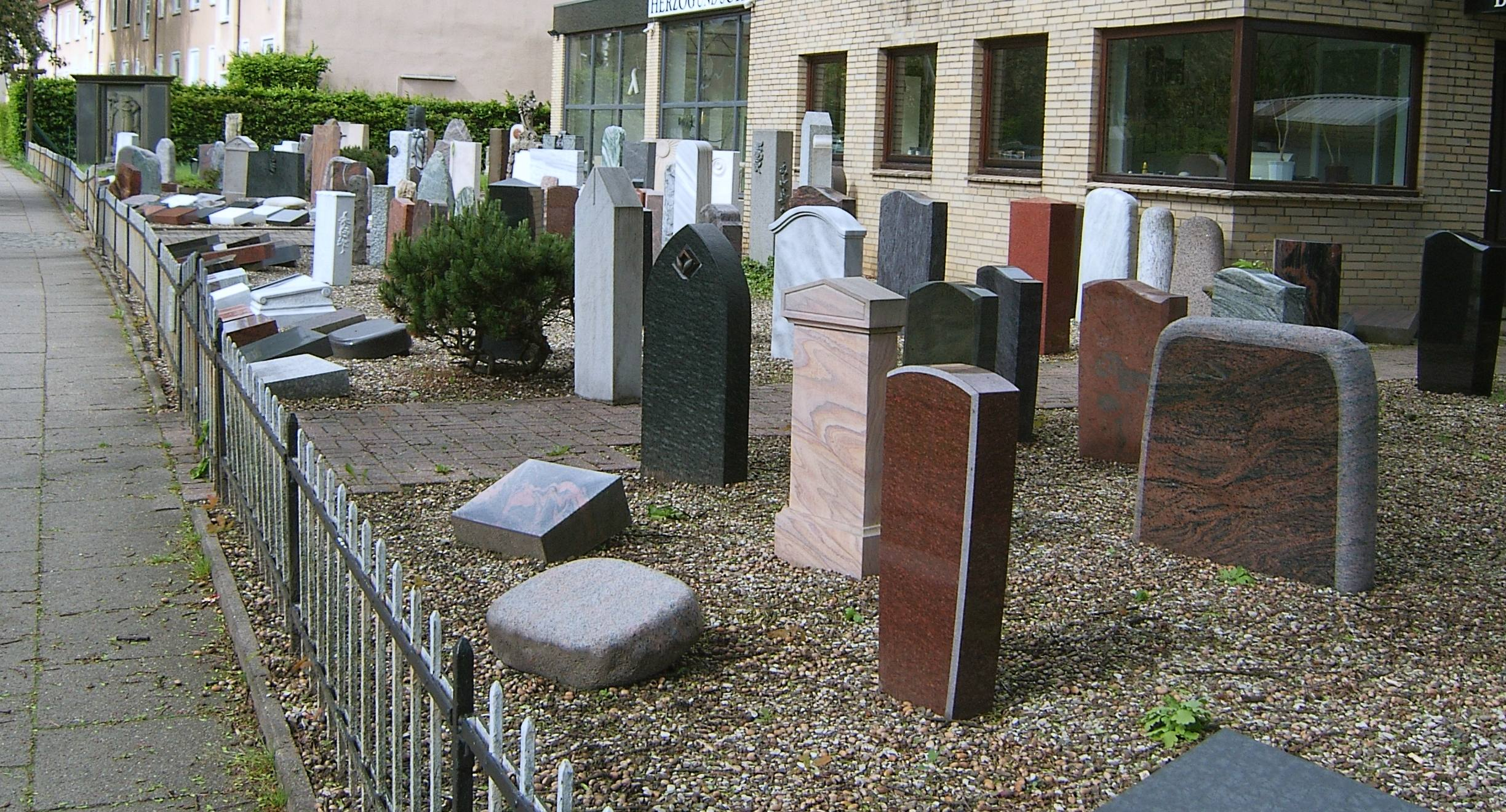
Durch den nahen Friedhof finden sich hier eine Reihe von Steinmetzbetrieben

Ohlsdorf grenzt im Norden an Hummelsbüttel, im Osten an Wellingsbüttel, Bramfeld und Steilshoop, im Süden an Barmbek-Nord und im Westen an Alsterdorf und Fuhlsbüttel. Die Alster bildet die Grenze nach Hummelsbüttel und zum Teil auch nach Fuhlsbüttel und Alsterdorf.

### Stadtteil
Da das Gebiet hauptsächlich aus Friedhofsgelände besteht, gehören auch Klein Borstel und der südliche Teil Fuhlsbüttels verwaltungsmäßig zum Stadtteil Ohlsdorf – unter anderem auch die Justizvollzugsanstalt Fuhlsbüttel, Santa Fu genannt.

## Geschichte
Der Name Ohlsdorf, abgeleitet von Odelverstorpe, weist auf eine Dorfgründung in der Schauenburgischen Ära zurück, durch einen Mann namens Odulf. Die erste urkundliche Erwähnung stammt aus dem Jahr 1303, als Adolf V. der Familie vom Berge die hohe und niedere Gerichtsbarkeit bestätigte. 1366 kaufte das Kloster Harvestehude das Landgebiet, nach der Reformation fiel es an das Hamburger Johanniskloster. Im 19. Jahrhundert wurde Ohlsdorf im Zuge einer Neugliederung des Hamburger Landgebiets der Landherrenschaft der Geestlande zugeordnet.
In der zweiten Hälfte des 19. Jahrhunderts wurde der „Forsthof“ an der Südgrenze des Stadtteils nach Barmbek hin zum beliebten Ausflugslokal. Er verfügte über einen Festsaal, einen großen Garten und auch Übernachtungszimmer. In den 1920er Jahren wurde auch eine große Festwiese eingerichtet. Bis in den Zweiten Weltkrieg hinein wurde das Lokal für große Abendveranstaltungen genutzt. Nach dem Krieg wurde die Fläche zunächst als Betonwerk genutzt. Inzwischen befindet sich auf der Fläche ein famila-Markt.

## Statistik
- Anteil der unter 18-Jährigen: 16,8 % [Hamburger Durchschnitt: 16,8 % (2023)][3]
- Anteil der über 64-Jährigen: 16,1 % [Hamburger Durchschnitt: 17,8 % (2023)][3]
- Ausländeranteil: 15,8 % [Hamburger Durchschnitt: 20,7 % (2023)][3]
- Arbeitslosenquote: 5,2 % [Hamburger Durchschnitt: 6,2 % (2023)][3]

Das durchschnittliche Einkommen je Steuerpflichtigen beträgt in Ohlsdorf 48.350 Euro jährlich (2023), der Hamburger Gesamtdurchschnitt liegt bei 48.035 Euro.

## Politik

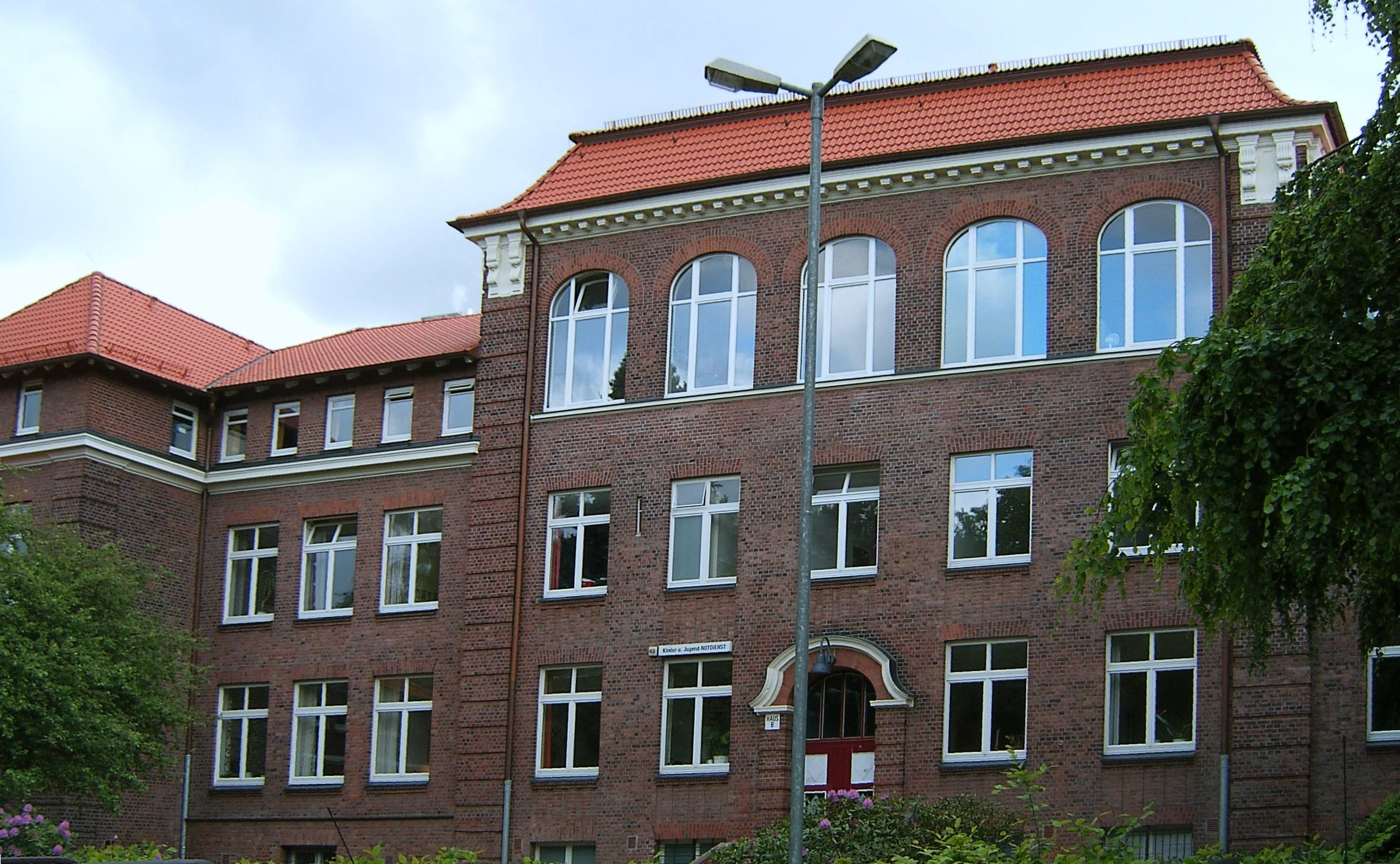
Kinder- und Jugendnotdienst Hamburg an der Feuerbergstraße

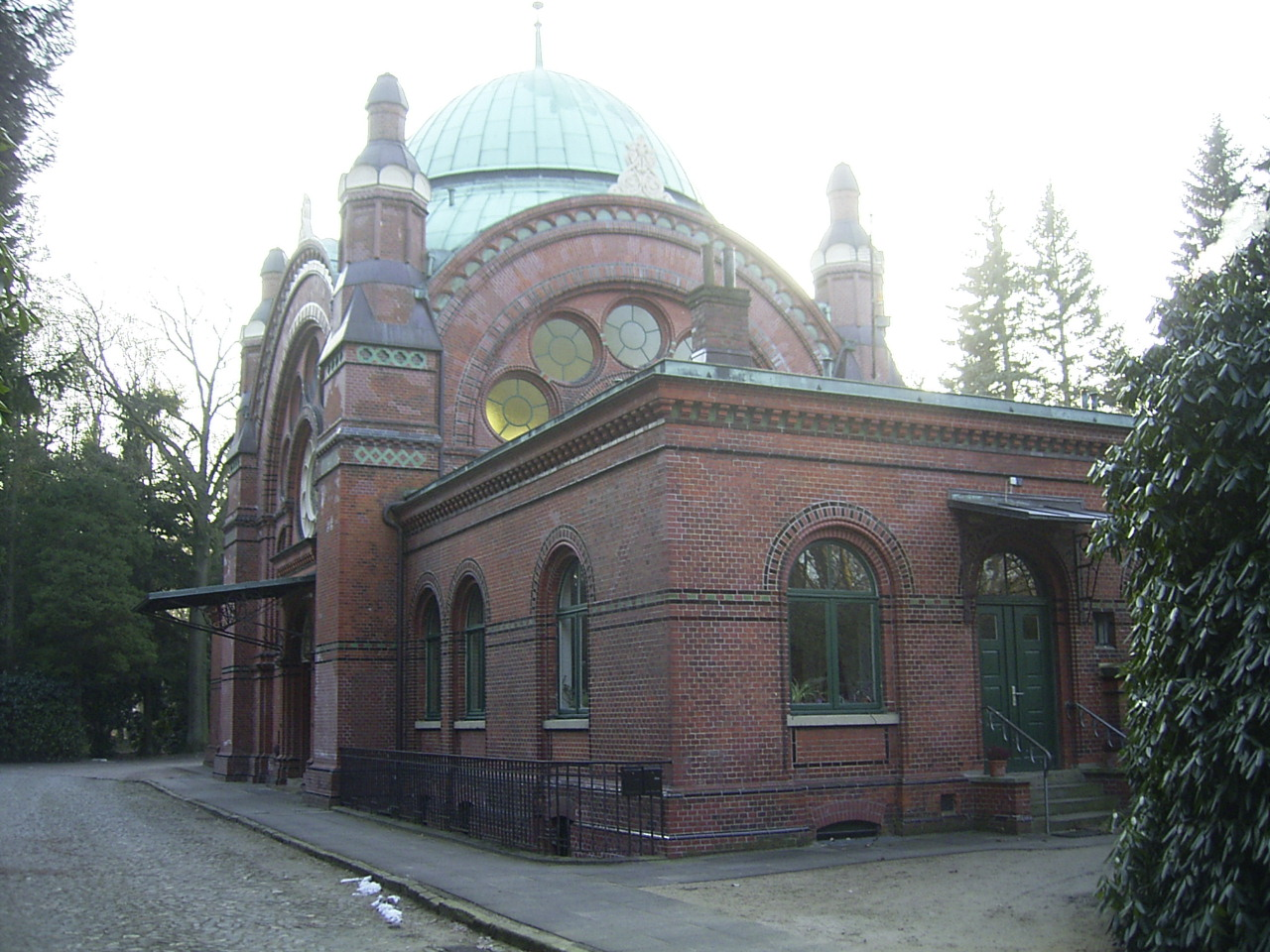
Trauerhalle des jüdischen Friedhofs

Das inzwischen nicht mehr bestehende Heim zur geschlossenen Unterbringung Jugendlicher in der Feuerbergstraße war Gegenstand kontroverser Diskussionen und der politischen Auseinandersetzung.
Für die Wahl zur Hamburgischen Bürgerschaft gehört Ohlsdorf zum Wahlkreis Fuhlsbüttel – Alsterdorf – Langenhorn. Bei den Wahlen zur Bezirksversammlung gehört der Stadtteil zum Wahlkreis Groß Borstel / Alsterdorf / Ohlsdorf / Fuhlsbüttel. Bei Bundestagswahlen zählt Ohlsdorf zum Bundestagswahlkreis Hamburg-Nord.
Bei den Bürgerschaftswahlen 2025, 2020, 2015, 2011, 2008, 2004, 2001, 1997, 1993, 1991 und 1987 kam es zu folgenden Ergebnissen:
| Wahljahr | SPD    | Grüne 1) | CDU    | Linke 2) | AfD    | FDP    | Übrige    |
| -------- | ------ | -------- | ------ | -------- | ------ | ------ | --------- |
| 2025     | 33,9 % | 21,7 %   | 18,4 % | 10,6 %   | 06,1 % | 02,0 % | 07,3 %    |
| 2020     | 38,2 % | 28,3 %   | 09,3 % | 09,2 %   | 04,5 % | 03,5 % | 07,0 %    |
| 2015     | 46,6 % | 15,6 %   | 13,2 % | 09,0 %   | 05,3 % | 05,9 % | 04,4 %    |
| 2011     | 51,0 % | 12,9 %   | 16,9 % | 07,2 %   | –      | 05,9 % | 06,1 %    |
| 2008     | 35,7 % | 10,7 %   | 41,0 % | 05,8 %   | –      | 04,6 % | 02,3 %    |
| 2004     | 31,9 % | 12,9 %   | 45,4 % | –        | –      | 03,0 % | 06,8 %    |
| 2001     | 39,1 % | 09,9 %   | 25,0 % | 00,3 %   | –      | 05,4 % | 20,3 % 3) |
| 1997     | 38,2 % | 15,2 %   | 29,2 % | 00,4 %   | –      | 03,1 % | 13,9 %    |
| 1993     | 40,3 % | 14,3 %   | 25,2 % | –        | –      | 04,0 % | 16,2 % 4) |
| 1991     | 48,6 % | 07,4 %   | 34,9 % | –        | –      | 05,5 % | 03,6 %    |
| 1987     | 46,2 % | 06,4 %   | 40,4 % | –        | –      | 06,0 % | 00,9 %    |

## Kultur und Sehenswürdigkeiten

### Friedhöfe in Ohlsdorf
In Ohlsdorf befindet sich der Hauptfriedhof Ohlsdorf, der größte Parkfriedhof der Welt. Neben dieser städtischen Begräbnisstätte befindet sich auch der Friedhof der jüdischen Gemeinde Hamburg (Jüdischer Friedhof Ilandkoppel) im Stadtteil.

### Verkehr

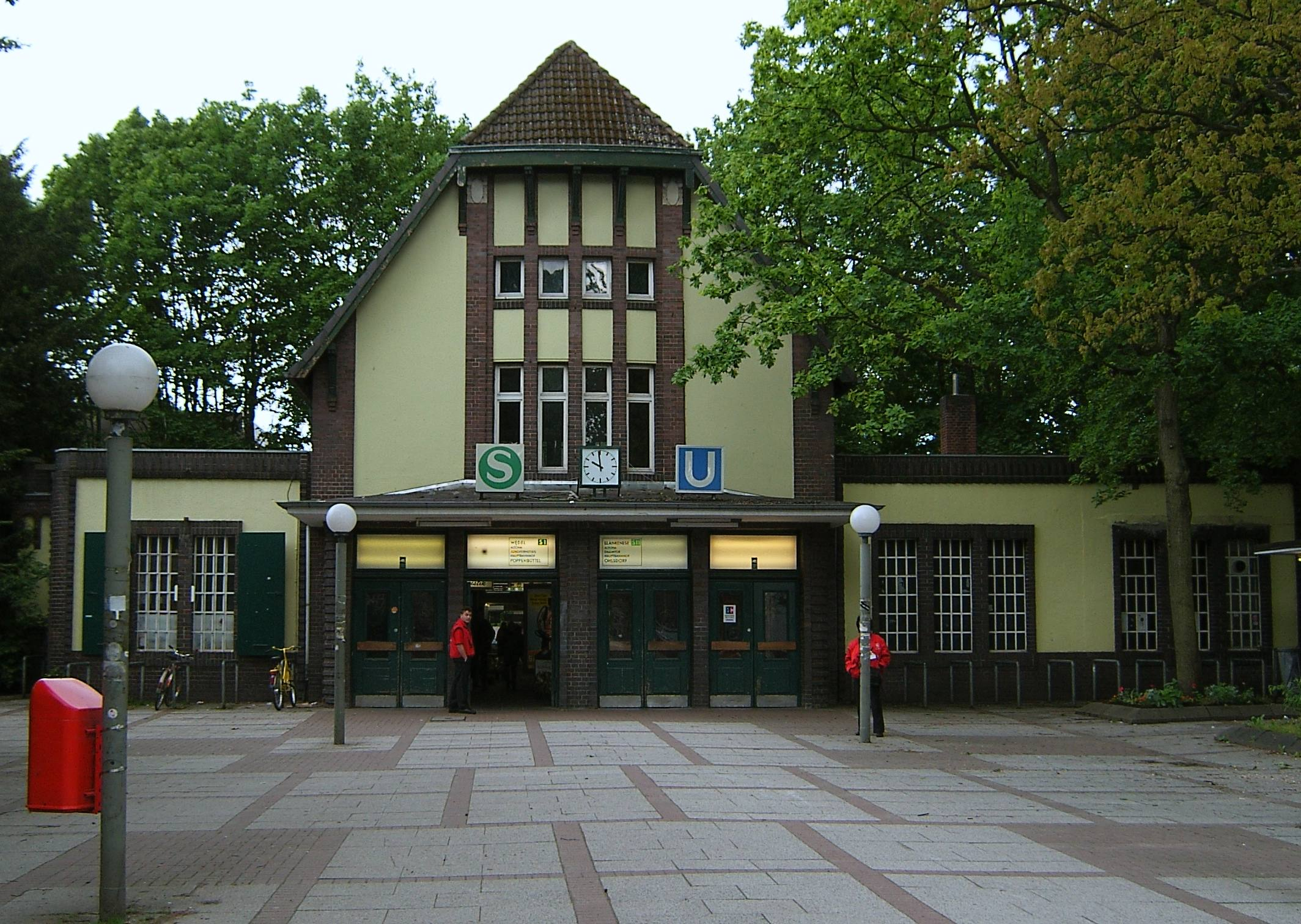
Das Empfangsgebäude des Bahnhofs an der Fuhlsbüttler Straße

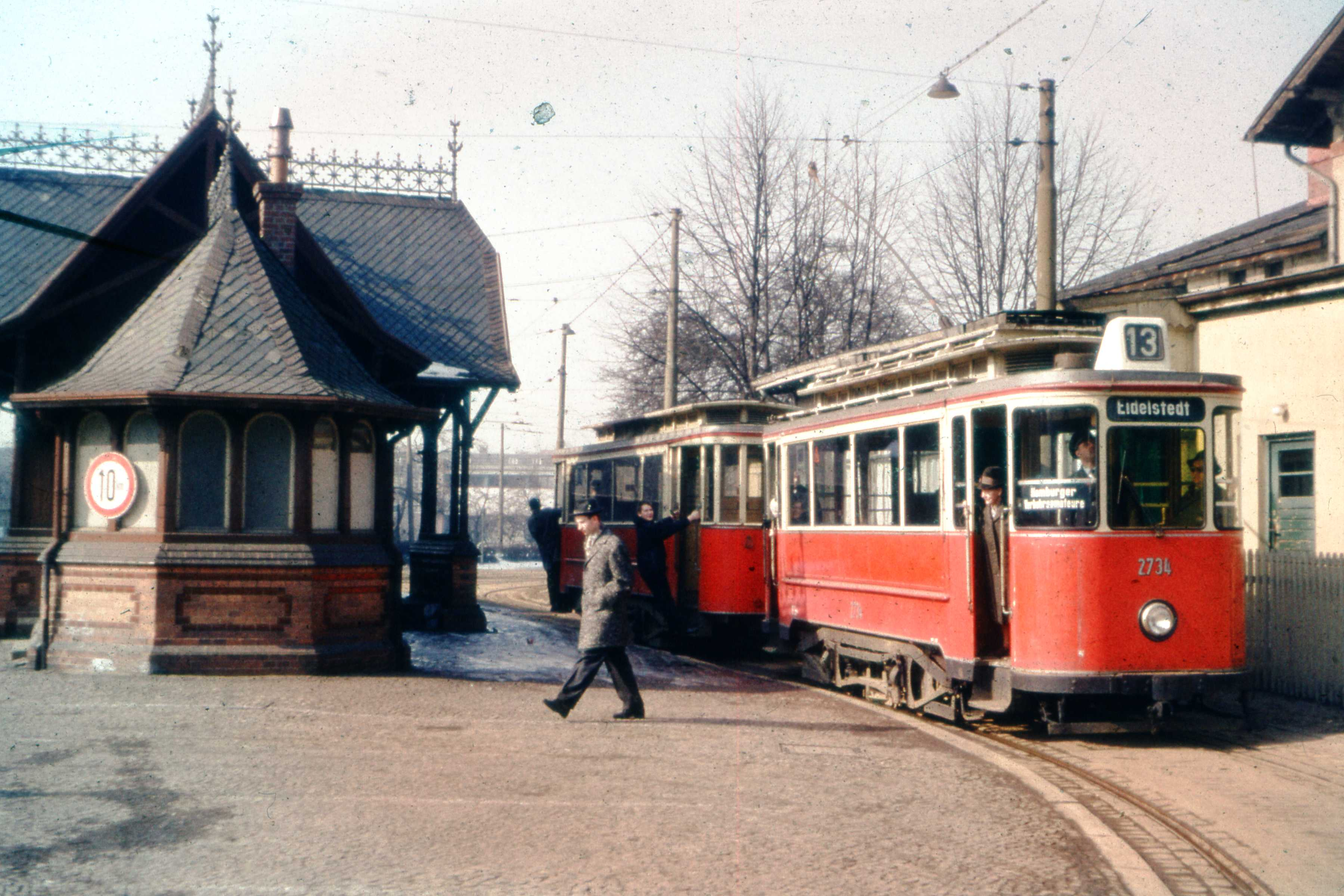
Endhaltestelle der Straßenbahnlinie 6 „Im Grünen Grunde“ nördlich des Bahnhofs

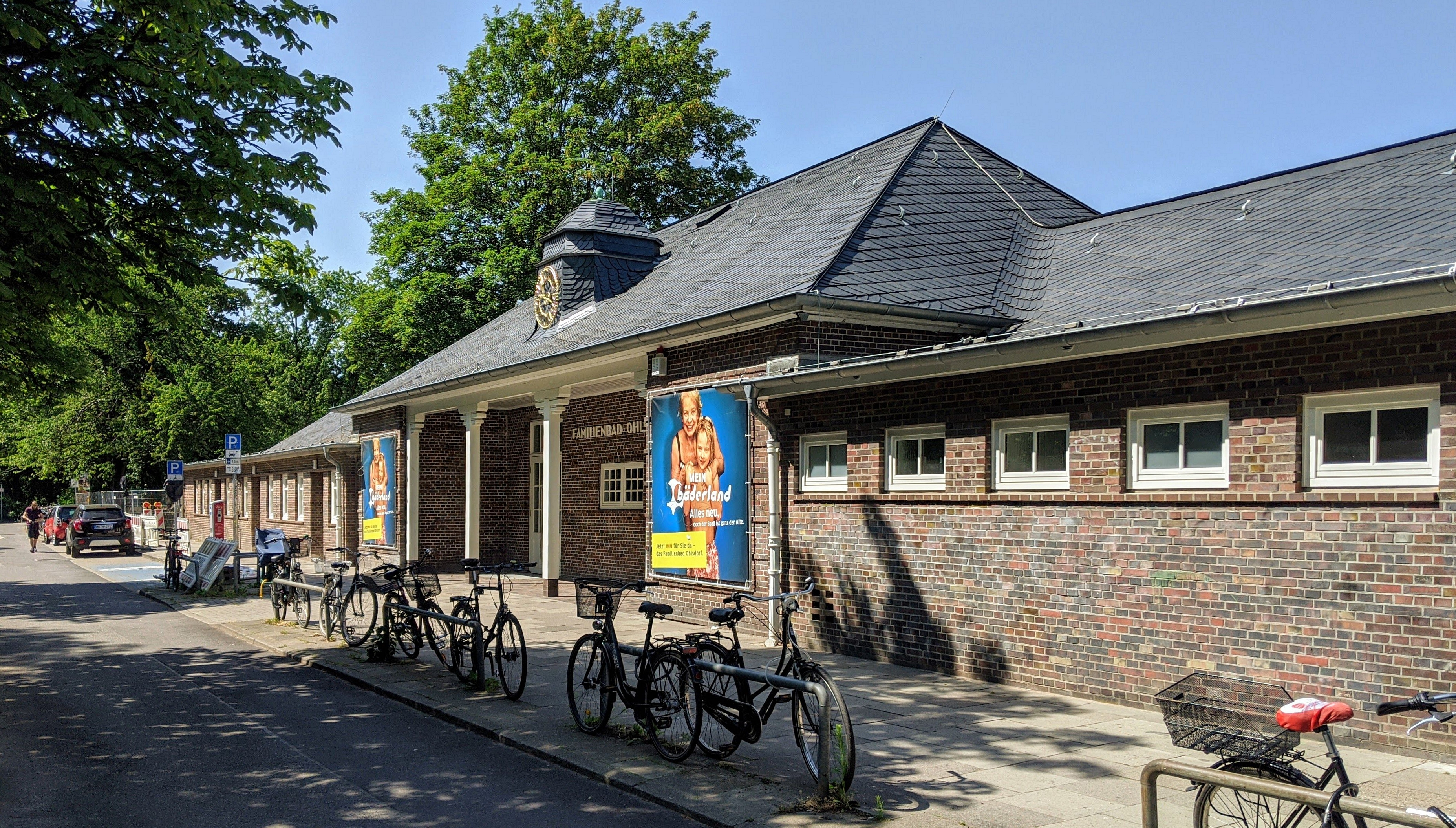
Denkmalgeschütztes Eingangsgebäude zum Familienbad Ohlsdorf

#### Straßenbahn
Die von der Hamburger Innenstadt über Barmbek nach Ohlsdorf betriebene Straßenbahn erhielt im Jahr 1900 die Liniennummer 6. Ende Mai 1965 wurde diese Straßenbahnlinie eingestellt und durch ein gebrochenes System mit Buslinie (72 bis Bf. Barmbek) und Schnellbahn (U- bzw. S-Bahn ab Bf. Barmbek) ersetzt. Das Gebäude der Straßenbahnhaltestelle Im grünen Grunde ist heute noch erhalten.

#### S-Bahn
Ohlsdorf ist seit dem 5. Dezember 1906 über den gleichnamigen Bahnhof der Hamburg-Altonaer Stadt- und Vorortbahn an das Schnellbahnnetz Hamburgs angebunden. Bereits ein Jahr später erfolgte die Elektrifizierung der Strecke.
Gleichzeitig wurde auch ein Bahnbetriebswerk für die Wartung der Triebzüge eingerichtet, es ist mit neuerer Technik das heutige Instandhaltungswerk Ohlsdorf
Am 15. Januar 1918 wurde auch die Alstertalbahn nach Poppenbüttel provisorisch in Betrieb genommen. Sie wurde zunächst mit Benzol-Triebwagen befahren und 1924 in das Netz der Vorortbahn eingegliedert. Heute verkehrt hier die Linie S1 der Hamburger S-Bahn.
Im Dezember 2008 erfolgte die Eröffnung der Flughafen-S-Bahn von Ohlsdorf zum Flughafen Fuhlsbüttel (Hamburg Airport).

#### U-Bahn
Am 1. Dezember 1914 wurden westlich des bestehenden Stadtbahnsteigs zwei zusätzliche Bahnsteige für die Züge der Hamburger Hochbahn (heutige Linie U1) in Betrieb genommen, die hier die nächsten sechseinhalb Jahre − bis zur Übernahme des Betriebs auf der Langenhorner Bahn − kehrten. Der Personenverkehr auf dieser Bahn von Ohlsdorf nach Langenhorn (Ochsenzoll) wurde nach einigen Umständen wegen des Ersten Weltkriegs am 5. Januar 1918 behelfsmäßig mit zunächst einem Dampfzug auf dem vorhandenen Gütergleis eröffnet.